# 北ノ入川
北ノ入川（きたのいりがわ）は、新潟県南魚沼市を流れる河川で、信濃川水系高棚川の支流（土石流危険渓流）である。

## 地理
- 水源は金城山。砂防施設では、北ノ入川第1号砂防堰堤がある[3][4][5]。

## 水系
- 信濃川 - 魚野川 - 高棚川 - 北ノ入川

## 流域自治体
新潟県
- 南魚沼市

## 主な災害
- 2011年7月30日、新潟・福島豪雨[6]。

## 並行する交通
道路
- 国道291号
- 新潟県道28号塩沢大和線